# Förmöget folk (film)
Förmöget folk (eng: That Forsyte Woman) är en amerikansk romantisk dramafilm från 1949 i regi av Compton Bennett. Filmen är baserad på John Galsworthys Förmöget folk från 1906, den första i romansviten Forsytesagan. I huvudrollerna ses Greer Garson, Errol Flynn, Walter Pidgeon, Robert Young och Janet Leigh.  

## Rollista i urval
- Errol Flynn - Soames Forsyte
- Greer Garson - Irene Forsyte
- Walter Pidgeon - Jolyon Forsyte som ung
- Robert Young - Philip Bosinney
- Janet Leigh - June Forsyte
- Harry Davenport - Jolyon Forsyte som gammal
- Aubrey Mather - James Forsyte
- Gerald Oliver Smith - Wilson
- Lumsden Hare - Roger Forsyte
- Stanley Logan - Swithin Forsyte
- Halliwell Hobbes - Nicholas Forsyte
- Matt Moore - Timothy Forsyte
- Florence Auer - Ann Forsyte Heyman
- Phyllis Morris - Julia Forsyte Small
- Marjorie Eaton - Hester Forsyte
- Lilian Bond - jungfru
- Evelyn Beresford - Mrs. Taylor